# Mezzo-soprano
Mezzo hay "nữ trung" (mezzo nghĩa là "giữa") là một phân loại giọng hát.

## Phân loại

### Lirico mezzo-soprano (nữ trung trữ tình):
- Đặc điểm: Giọng mềm mại, ấm áp và nữ tính nhưng vẫn có độ dày nhất định.
- Âm vực phổ biến: (C3) E3 - D5 (G5). Primo passagio ở A4, second passagio ở C♯5

### Dramatic mezzo-soprano (Nữ trung kịch tính):
- Đặc điểm: Âm lượng khổng lồ hát xuyên dàn nhạc, giọng ngực và giọng pha dày, đanh và vô cùng khoẻ khoắn gần bằng một nữ trầm, tạo nên được sự bùng nổ, kịch tính ở những đoạn hát cao trào, thường đóng vai thứ trong opera (Armenis, Azucena) hoặc những người phụ nữ lẳng lơ, thủ đoạn (Carmen, Dalila). Nữ trung kịch tính có khả năng fullvoice (hát toàn giọng) đến note G5.[1]
- Âm vực phổ biến: (B♭2) D3 - C5 (F5). Primo passagio ở G4, second passagio ở B4.

### Spinto mezzo-soprano (Nữ trung trữ tình - kịch tính):
- Đặc điểm: Giọng bình thường thì da diết, trữ tình nhưng có thể chuyển thành kịch tính ở những đoạn cao trào.
- Âm vực phổ biến: (C3) E♭3 - C♯5 (F♯5). Primo passagio ở G♯4, second passagio ở C5

### Coloratura mezzo-soprano (Nữ trung trữ tình màu sắc):
- Đặc điểm: Giọng nhanh, nhẹ hơn so với nữ trung kịch tính, có thể chạy note, nảy note mượt mà, hát legato vô cùng uyển chuyển. Trong opera, giọng này thường làm các vai hài. Nữ trung màu sắc có thể fullvoice (hát toàn giọng) đến note A5.
- Âm vực phổ biến: (C♯3) F3 - E♭5 (G♯5). Primo passagio ở B♭4, second passagio ở D5.